# Сумеречная зона (телесериал, 2019)
«Сумеречная зона» (англ. The Twilight Zone) — американский телевизионный сериал-антология, основанный на оригинальном сериале 1959 года, созданном Родом Серлингом. Является четвёртым сериалом во франшизе «Сумеречной зоны». Премьера состоялась 1 апреля 2019 года на потоковом сервисе CBS All Access, а уже 29 апреля сериал был продлён на второй сезон. Премьера второго сезона — 25 июня 2020 года. 24 февраля 2021 года сериал был закрыт.

## Производство

### Создание
19 декабря 2012 года было объявлено, что Брайан Сингер завершил сделку и потенциально снимет третье возрождение «Сумеречной зоны» для телевизионной студии CBS. Во время анонса, ещё не был нанят сценарист, а сделка всё ещё завершалась в поместье Серлингов. 7 марта 2013 года сообщалось, что сценарист ведёт переговоры о вступлении в сериал. К 2016 году Саймон Кинберг и Крэйг Суини присоединились к производству, и CBS раздумывала, следует ли продвигать сериал в других сетях или потоковых службах или размещать их на своём собственном CBS All Access. В конце концов Кинберг покинул проект, чтобы начать работу над «Тёмным Фениксом», позднее из проекта вышли Сингер и Суини.
2 ноября 2017 года стало известно, что CBS собирается возродить сериал для своего стримингового сервиса CBS All Access. Вдобавок было объявлено, что Джордан Пил вёл переговоры, чтобы стать исполнительным продюсером сериала со своей компанией Monkeypaw Productions, и что также Марко Рамирес вёл переговоры, чтобы стать шоураннером сериала. 6 декабря 2017 года было объявлено, что CBS заказало сериал. Было подтверждено, что Пил и Рамирес стали исполнительным продюсерами сериала, наряду с Саймоном Кинбергом, Вином Розенфельдом, Одри Чон, Кэрол Серлинг и Риком Бергом. Также ожидалось, что Пил, Рамирес и Кинберг будут сотрудничать над премьерным эпизодом сериала. Производственные компании, причастные к производству, состоят из CBS Television Studios, Monkeypaw Productions и Genre Films.
6 августа 2018 года было подтверждено, что первый сезон будет состоять из десяти эпизодов. Также сообщалось, что производство создало комнату сценаристов, завершило концепты, наброски и сценарии для первого сезона на различных этапах производства. Никто не предполагал, что у сериала формально будет шоураннер, но режиссёр Грег Яйтанс должен был следить за продолжительностью между эпизодами. 20 сентября 2018 года было объявлено, что, помимо работы исполнительного продюсера, Пил будет также рассказчиком и ведущим сериала. 2 октября 2018 года в рекламном видео для сериала было объявлено, что Джерард Макмюррей стал режиссёром одного из эпизодов сериала, а Матиас Херндл был оператором этого эпизода. 15 ноября 2018 года сообщалось, что Алекс Рубенс напишет сценарий к одному из эпизодов.

### Кастинг
В октябре 2018 года было объявлено, что Сэна Латан и Адам Скотт появятся в новом сериале в качестве гостевых ролей. Ожидалось, что Латан появится в эпизоде под названием «Перемотка», а Скотт в эпизоде под названием «Кошмар на высоте 30 000 футов», ремейке эпизода из оригинальной серии «Кошмар на высоте 20 000 футов». 15 ноября 2018 года стало известно, что Кумэйл Нанджиани получил гостевую роль в сериале. В декабре 2018 года было объявлено, что Джон Чо, Эллисон Толман, Джейкоб Трамбле, Эрика Трамбле, Стивен Ён и Грег Киннир получили роли в сериале. Ожидается, что Чо, Толман и Трамбле появятся в эпизоде под названием «Вундеркинд», а Ён и Киннер — в «Страннике». В январе 2019 года сообщалось, что к сериалу присоединились Деванда Уайз, Джессика Уильямс, Люсинда Драйзек, Джефферсон Уайт, Джонатан Уайтселл, Таисса Фармига, Рэй Сихорн, Люк Кёрби, Айк Баринхолц и Перси Хайнс-Уайт. Уайз, Уильямс, Драйзек, Уайт и Уайтселл должны появиться в одном эпизоде, в то время как Фармига, Сихорн, Кёрби, Баринхолц и Хайнс-Уайт должны появиться в другом. 7 февраля 2019 года было объявлено, что Джиннифер Гудвин, Джеймс Фрейн и Забрина Гевара приняли участие в съёмках в качестве приглашённых звёзд в эпизоде под названием «Точка происхождения». После выхода трейлера стало известно, что Трейси Морган, Гленн Флешлер и Крис Диамантопулос появятся в сериале: Морган будет играть с Нанджиани, Флешлер в «Перемотке» с Латан, а Диамантопулос вместе со Скоттом в «Кошмаре на высоте 30 000 футов». На официальной страничке сериала в Твиттере стало известно, что Сет Роген появится в одном из эпизодов сериала. 8 марта 2019 года было объявлено, что Зази Битц и Бетти Гэбриел появятся вместе в одном из эпизодов сериала, в то время как Крис О’Дауд и Эми Ландекер появятся в эпизоде под названием «Голубой скорпион». 28 марта 2019 года было объявлено, что Демсон Идрис появится в эпизоде под названием «Повтор».
В январе 2020 года были объявлены несколько актёров второго сезона, в том числе: Морена Баккарин, Тони Хейл, Билли Портер, Кристофер Мелони, Джоэл Макхейл, Джимми Симпсон и Гиллиан Джейкобс. В мае этого же года к касту присоединились Тофер Грейс, Джерни Смоллетт и Дэймон Уэйанс-младший.

### Съёмки
Съёмки сериала начались 1 октября 2018 года в Ванкувере, Британская Колумбия, Канада, и завершились 20 марта 2019 года. Съёмки второго сезона проходили с 6 октября 2019 года по 16 марта 2020 года также в Ванкувере.

## Сезоны
| Сезон | Сезон | Эпизоды | Оригинальная дата выхода | Оригинальная дата выхода | Телеканал      |
| Сезон | Сезон | Эпизоды | Премьера сезона          | Финал сезона             | Телеканал      |
| ----- | ----- | ------- | ------------------------ | ------------------------ | -------------- |
|       | 1     | 10      | 1 апреля 2019            | 30 мая 2019              | CBS All Access |
|       | 2     | 10      | 25 июня 2020             | 25 июня 2020             | CBS All Access |

## Эпизоды

### Сезон 1 (2019)
| № | Название                                                   | Режиссёр               | Автор сценария | Дата премьеры  |
| --- | ---------------------------------------------------------- | ---------------------- | --- | -------------- |
| 1 | «Комедиант» «The Comedian»                                 | Оуэн Харрис            | Алекс Рубенс | 1 апреля 2019  |
| Неудачливый стэндапер Самир Вассан встречает легендарного комика Дж. К. Уилера и просит у него совета. Уилер говорит, что Самиру нужно включать в выступления обстоятельства своей жизни, однако, замечает, что «зрители берут себе то, о чём ты рассказал, и оно перестаёт быть твоим». Самир рассказывает зрителям о своей собаке — и срывает аплодисменты. Вернувшись домой он обнаруживает, что собака исчезла, причём никто, кроме него самого, не помнит, что она существовала. Вскоре он убеждается, что рассказ со сцены о реальном человеке смешит зрителей, но «стирает» его из реальности, причём вместе со стёртым комиком Джо пропадает совершённое им ДТП со смертельным исходом, а когда Самир стирает пожилого наставника его девушки, Рены, та из успешного юриста превращается в официантку и бросает его. Однажды Самир стирает коллегу, комика Диди, и после этого понимает, что стал эгоистичным монстром, использующим людей как топливо. Тогда он рассказывает со сцены о себе самом, тем самым стирая себя и создавая мир, в котором он никогда не существовал. В результате все ранее стёртые им люди возвращаются. В последней сцене Диди, восходящая звезда в этой вселенной, встречает Уилера и просит его совета. В ролях: Кумэйл Нанджиани, Амара Каран, Трейси Морган, Райан Роббинс, Диарра Килпэтрик |                                                            |                        | |                |
| 2 | «Кошмар на высоте 30 000 футов» «Nightmare at 30,000 Feet» | Грег Яйтанс            | Сюжет: Саймон Кинберг, Джордан Пил и Марко Рамирес Телесценарий: Марко Рамирес Основано на телесценарии и рассказе «Кошмар на высоте 20 000 футов» Ричарда Мэтисона | 1 апреля 2019  |
| Страдающий от аэрофобии журналист Джастин Сандерсон садится на рейс 1015 авиакомпании Northern Goldstar Airlines из Вашингтона, округ Колумбия, в Тель-Авив. Незадолго до взлёта Джастин находит в кармане сиденья MP3-плеер и обнаруживает в нём подкаст о «загадке рейса Northern Goldstar 1015», который исчез через час после взлёта. Подкаст точно описывает события, происходящие на борту. Джастин пытается использовать подсказки из подкаста, чтобы предотвратить катастрофу, но его попытки только раздражают экипаж и пассажиров. Джастину верит только случайный знакомый, Джо Бомонт, бывший пилот. Джастин делится с Джо кодом доступа к кабине пилотов, полученном из подкаста, чтобы Джо перехватил управление и посадил самолёт в Канаде. Но Джо, захватив управление, направляет самолёт в океан. В последние мгновения Джастин понимает, что Джо — виновник катастрофы, а сам он своими действиями лишь реализовал предсказание подкаста. Джастин приходит в себя на берегу кораллового острова. Через подкаст он узнает, что все остальные пассажиры выжили, а его самого считают пропавшим без вести. На берегу появляются выжившие и убивают Джастина; он пытается отбиваться и кричит, что пытался спасти их. В ролях: Адам Скотт, Крис Диамантопулос, Кэти Финдлэй, Николас Лиа, Дэн Карлин |                                                            |                        | |                |
| 3 | «Повтор» «Replay»                                          | Джерард Макмюррей      | Сельвин Сейфу Хайндс | 11 апреля 2019 |
| В придорожном кафе чернокожая Нина Харрисон и её сын Дориан обедают по пути в колледж, куда поступает Дориан. Нина записывает происходящее старой семейной видеокамерой VHS и обнаруживает, что камера при нажатии кнопки обратной перемотки «отматывает» время назад, к началу их обеда. В кафе приходит полицейский офицер Ласки и обращает на них внимание. Когда мать с сыном едут дальше, Ласки догоняет их, останавливает, придирается, явно провоцируя, пытается отобрать камеру; начинается потасовка. Нина с помощью камеры несколько раз отматывает время, чтобы избежать столкновения с Ласки, но тот из очевидно расистских побуждений каждый раз находит повод придраться к Дориану и не дать ему попасть в колледж; в одном из вариантов он убивает парня. Нина и Дориан едут в старый семейный дом, где живёт Нил, брат Нины, с которым она уже много лет не виделась. Несмотря на личную обиду, Нил верит Нине и помогает доставить Дориана в кампус колледжа обходными путями. Ласки ещё с несколькими офицерами приезжают к воротам колледжа и пытаются остановить Дориана, но Нил, Нина и студенты встают стеной и начинают записывать происходящее на телефоны, вынуждая полицейских отступить. Проходит десять лет. Взрослый Дориан и его дочь Тринити вместе дома. Тринити случайно ломает видеокамеру. Дориан выходит в магазин, на лице Нины, смотрящей на окна, видны красно-синие отблески. Голос автора говорит, что проблема была решена «не магией, а любовью», но замечает, что «от зла нельзя чудесным образом спастись раз и навсегда». Экран гаснет, на фоне слышна полицейская сирена. В ролях: Сэна Латан, Демсон Идрис, Гленн Флешлер, Стив Харрис |                                                            |                        | |                |
| 4 | «Странник» «A Traveler»                                    | Ана Лили Амирпур       | Глен Морган | 18 апреля 2019 |
| Сержант полиции Аляски Юка Монгояк организует традиционное шуточное помилование заключённого, в роли которого в этот раз выступает её брат Джек, на ежегодной рождественской вечеринке капитана Лейна Пендлтона, которого она недолюбливает. В разгар праздника Юка обнаруживает, что в камерах загадочно появляется ещё один заключенный. Незнакомец, который представляется как А. Тревелер (с англ. Путешественник), утверждает, что он экстремальный турист, который слышал о «знаменитых» вечеринках Пендлтона, на которых он осуществляет помилование. Когда Путешественник очаровывает всех участников вечеринки, Юка начинает его подозревать. Пендлтон также вскоре начинает его подозревать, после того как путешественник раскрывает информацию, которую он не должен знать. Когда Юка, Джек и Пендлтон замечают антенны на голове путешественника, Тревелер отвлекает их от подозрений, утверждая, что Пендлтон находится в союзе с русскими. Затем Пендлтон уходит, чтобы проверить секретный объект, питающий электроэнергией город и авиабазу. Тогда путешественник обещает Юке, что она будет отвечать за полицейский участок, став преемницей Пендлтона, когда его люди придут и возьмут власть в свои руки. Юка держит его под дулом пистолета, однако затем бросается в погоню за Пендлтоном, настигая его около секретного объекта. Вместе они видят, что над ними пролетает множество НЛО. Джек в камере делится кусочком тыквенного пирога с путешественником, который теперь принял свою истинную форму, и заявляет, что с ними (пришельцами), возможно, всё в мире будет лучше. В ролях: Стивен Ян, Марика Сила, Патрик Галлахер, Эрик Кинлисайд, Эндрю Кавадас, Гэйл Морис, Грег Киннир                                                                                      |                                                            |                        | |                |
| 5 | «Вундеркинд» «The Wunderkind»                              | Ричард Шепард          | Алекс Рубенс | 25 апреля 2019 |
| Молодой пиар-менеджер Рафф Хэнкс, лёжа на операционном столе, вспоминает события недавного прошлого. Он оказался не у дел после того, как президент США Стивенс, чью избирательную кампанию он вёл, проиграл выборы. Тогда Рафф обратил внимание на новость об одиннадцатилетней звезде YouTube Оливере Фоули, объявившем о желании стать президентом США. Рафф убедил родителей Оливера действительно выдвинуть мальчика в президенты (чтобы обойти ограничения по возрасту, официально в бюллетени вписывают его мать), и возглавил избирательную кампанию. Несмотря на то, что Оливер не разбирался в реальных проблемах страны, Рафф обеспечил его популярность, сосредоточив внимание публики на семье мальчика. В итоге Оливер выиграл выборы и стал президентом. Только тут Рафф понял, что провёл в Белый дом капризное, лживое, неуправляемое чудовище. К тому же Оливер потерял голову от власти и любого, возразившего ему, обвинял в государственной измене. Впрочем, ему почти никто не возражал: даже родители боялись сына, а чиновники в большинстве без раздумий исполняли любой, даже самый абсурдный приказ. Когда Рафф отказался признать безоговорочную правоту Оливера, тот спровоцировал охрану и она расстреляла Раффа. В СМИ объявили, что Рафф пытался убить президента. В конце фильма действие возвращается в больницу, где Рафф узнаёт от медбрата, что его будет оперировать ребёнок: Оливер издал закон, запрещающий взрослым быть врачами. В ролях: Джон Чо, Джейкоб Трамбле, Эллисон Толман, Кимберли Састад, Лэйн Эдвардс, Эрика Трамбле, Джон Ларрокетт |                                                            |                        | |                |
| 6 | «Шесть степеней свободы» «Six Degrees of Freedom»          | Якоб Вербрюгген        | Хезер Энн Кэмпбелл и Глен Морган | 2 мая 2019     |
| Перед запуском космической миссии на Марс, когда до старта остаются считанные минуты, приходит сообщение о начинающейся ядерной войне. Экипаж в шоке, но принимает решение стартовать, покидает Землю и отправляется на «красную планету». Связь с Землёй потеряна, похоже, что планета действительно погибла. Но однажды один из астронавтов, Джерри Пирсон, объявляет: всё, происходящее с ними, нереально! Он проанализировал множество фактов и сделал вывод: они находятся в симуляторе и за ними ведётся наблюдение. Джерри считает, что организаторы полёта проводят очередной тест на поведение в экстремальной ситуации. В этот момент начинается вспышка на Солнце, экипаж должен срочно развернуть корабль, чтобы избежать поражения радиацией, но Джерри продолжает доказывать свою правоту и, желая продемонстрировать её, выходит в шлюз и открывает наружную дверь; все заняты, помешать Джерри некому. Зрители видят яркую вспышку, освещающую его лицо. Проходит время, полёт продолжается. Члены экипажа гадают, что произошло: Джерри оказался прав и просто вышел из симулятора, или ошибся и был выброшен давлением воздуха в открытый космос? Проверка одного из доказательств симуляции указывает на ошибку Джерри. Когда экспедиция достигает Марса и совершает посадку, становится окончательно ясно: Джерри ошибся, полёт был реальным. Однако в последних кадрах зрители видят живого Джерри, который приходит в себя в каком-то тёмном пустом месте. Какие-то непоказанные внеземные разумные существа рассуждают о результатах эксперимента и заключают, что люди, несмотря на гибель почти всего человечества всё-таки добравшиеся до соседней планеты, достойны контакта. В ролях: ДеВанда Уайз, Джессика Уильямс, Джефферсон Уайт, Люсинда Драйзек, Джонатан Уайтселл |                                                            |                        | |                |
| 7 | «Не все мужчины» «Not All Men»                             | Кристина Чоу           | Хезер Энн Кэмпбелл | 9 мая 2019     |
| После необычно интенсивного метеоритного дождя в городе находят во множестве красноватые камни. Быстро выясняется, что любой контакт с камнем вызывает у мужчин резкое возрастание агрессивности по отношению друг к другу и к женщинам. Начинает хаос: повсюду происходят массовые драки, вандализм, поджоги, нападения на женщин. Женщины пытаются защищаться или прятаться. Через какое-то время силовые структуры берут ситуацию под контроль. Спешно проведённые исследования дают странный результат: в камнях нет ничего такого, что влияло бы на поведение мужчин. К тому же обнаруживается, что некоторые мужчины могут подавить в себе «эффект метеорита» просто усилием воли. Главные героини делают вывод, что агрессивность и асоциальность лежат в самой мужской природе, а «небесные камни» стали лишь поводом для выплёскивания этих качеств. В ролях: Таисса Фармига, Рэй Сихорн, Перси Хайнс Уайт, Люк Кёрби, Питер Келамис, Айк Баринхолц |                                                            |                        | |                |
| 8 | «Точка происхождения» «Point of Origin»                    | Матиас Хендл           | Джон Гриффин | 16 мая 2019    |
| Нелегальную мигрантку Анну, уже 11 лет работающую экономкой в доме зажиточной американской семьи Мартин, арестовывают оперативники из Министерства внутренней безопасности. Хозяйка, Ив Мартин, пытается узнать, куда отвезли Анну, нанимает адвоката, но тот ничего не может разузнать. Подруги сочувствуют неприятностям Ив, но говорят, что Анна не стоит помощи: она сама виновата в том, что с ней случилось, и знала, на что шла. На следующий день всю семью, включая детей, забирают в МВБ; мужа и детей быстро отпускают, а Ив помещают в тюрьму, где она встречается с Анной. МВБ считает, что Ив, Анна и некоторые другие задержанные — мигранты из другого измерения. Много лет назад их, ещё детьми, перебросили в наш мир, а для облегчения адаптации подавили память о родном (судя по всему, постапокалиптическом) мире. Ив считает, что здесь — её дом, у неё тут муж, дети, друзья, она никогда не знала другой жизни. Но МВБ после проведённых тестов убеждается, что Ив из другого мира, а значит, должна быть депортирована туда, откуда пришла. Воспользовавшись помощью корыстного служащего тюрьмы, Ив и Анна совершают побег. Анна уходит, а Ив возвращается домой, но там её ждёт разочарование: муж и дети не принимают «мигрантку», обвиняя её в обмане. Она плачет, пытается объяснить, что она — всё тот же человек, и это — её дом, но входят оперативники МВБ и силой уводят её в машину. Толпа соседей, таких же зажиточных американцев, одной из которых недавно была она, стоит напротив её дома и провожает её осуждающими взглядами. В ролях: Джиннифер Гудвин, Забрина Гевара, Джеймс Фрейн, Тоби Левинс, Карин Коновал, Майкл Эклунд, Роберт Манн |                                                            |                        | |                |
| 9 | «Голубой скорпион» «The Blue Scorpion»                     | Крэйг Уилльям Макнейлл | Глен Морган | 23 мая 2019    |
| После самоубийства отца профессор антропологии Джефф Сторк получает в наследство, помимо прочего, пистолет Browning Hi-Power в штучном исполнении, с золочёным корпусом и изображением голубого скорпиона на рукоятке. Оружейник, с которым Джефф консультируется, сообщает, что этот пистолет — легендарное оружие, имеющее собственное имя «Голубой скорпион». Легенда гласит, что этот пистолет имеет собственную волю, сам находит своего владельца, стремится помочь ему с решением всех проблем, но очень не любит находиться в темноте. Похоже, отец Джеффа верил во всё это, так как хранил пистолет в сейфе, где постоянно горела лампочка. Сначала Джефф хочет продать пистолет, тем более для предстоящего развода с женой нужны деньги. Но чем дальше, тем меньше Джефф готов расстаться с пистолетом. Он носит оружие с собой, оставаясь один часто берёт его в руки… К тому же он находит среди патронов один необычный, с надписью «Джефф» на гильзе; одновременно рядом с ним появляется множество Джеффов, заставляя задуматься, кому предназначается именной патрон. В конце концов он приезжает к дому жены и её бойфренда, которого тоже зовут Джефф, но подвергается нападению грабителя. Во время схватки пистолет, лежащий в бардачке машины, самопроизвольно стреляет, убивая грабителя наповал. Джефф становится местной знаменитостью, полиция снова возвращает ему пистолет. Но Джефф выходит на берег озера и забрасывает пистолет далеко в воду. Однако на следующем кадре пистолет находят два подростка, и один из них видит на патроне, найденном рядом, своё имя. В ролях: Крис О’Дауд, Эми Ландекер, Алекс Дьякун, Джеймс Моррисон, Адам Корсон, Луиза Д’Оливера |                                                            |                        | |                |
| 10 | «Размытый человек» «Blurryman»                             | Саймон Кинберг         | Алекс Рубенс | 30 мая 2019    |
| Идёт съёмка эпизода «Сумеречной зоны». София никак не может сочинить текст комментария в начале серии для Джордана Пила. Время съёмок уходит, ассистентка режиссёра требует, чтобы София написала слова сразу на бумаге (чтобы Джордан на съёмке прочитал их с листа). У Софии ещё ничего не готово, но съёмка начинается: на площадке уже есть текст, который Джордан читает. Текстом все в целом довольны, но София в недоумении: ничего подобного она не писала, а откуда взялись листы — никто не знает. Более того, в тексте комментария упоминается сама София, которая должна пересмотреть свой взгляд на вещи, чтобы «сделать нечёткое чётким». Пытаясь разобраться, София узнаёт, что на кадрах последнего эпизода есть какая-то странная нечёткая фигура, и никто не может сказать, откуда она взялась. Проверка показывает, что аналогичная фигура есть на некоторых кадрах всех серий сериала! После этого таинственный нечёткий незнакомец начинает преследовать Софию; та убегает по всей съёмочной площадке, пытается позвать на помощь, но безуспешно. После мучительного преследования София уступает внутреннему голосу, который советует повернуться к страху лицом и понять его. И тогда она обнаруживает, что размытый человек — это не кто иной, как создатель оригинальной «Сумеречной зоны» Род Серлинг. Он выводит Софию через заставку сериала в иное пространство. Звучит комментарий о том, что кардинальные изменения, «ставящие мир с ног на голову» необходимо принимать смело, лицом к лицу, видя в них «не конец всего, а новое начало». В ролях: Зази Битц, Бетти Гэбриел, Зибби Аллен, Кэйтлин Кромуэлл, Сет Роген, Джейсон Пристли |                                                            |                        | |                |

### Сезон 2 (2020)
| № общий | № в сезоне | Название                                            | Режиссёр                      | Автор сценария               | Дата премьеры |
| --- | ---------- | --------------------------------------------------- | ----------------------------- | ---------------------------- | ------------- |
| 255 | 1          | «Встретиться в середине» «Meet in the Middle»       | Матиас Хендл                  | Эмили Чанг и Сара Амини      | 25 июня 2020  |
| Фил из Эшфорд-Сити — классический неудачник. Он невзрачен, неряшлив, неинтересен. Весь круг его общения — это беседы с психологом и редкие неудачные свидания с девушками с сайта знакомств. Однажды Филу начинает слышаться женский голос. Сначала Фил пугается, но очень быстро общение с голосом становится привычным, тем более что в нём нет ничего демонического и разговоры они ведут на самые обычные, бытовые темы. Однажды Фил задаёт вопрос: «Кто ты?», и слышит в ответ, что «голос» — это обычная живая женщина по имени Энни, живущая в Даймонд-Фоллс, в нескольких сотнях километров от него. У Фила и Энни начинается «виртуальный роман». Фил находит страницу Энни в фейсбуке, он хочет встретиться, но Энни не решается: она замужем, хотя её брак несчастен. Затем Фил всё же получает приглашение. Он едет на встречу, но тут Энни сообщает о странном незнакомце, который преследует её, и о том, что она выходит из поезда в Кингсвуде. Фил доезжает до Кингсвуда и по сообщённым Энни приметам находит одинокий дом в лесу. Дверь открывает мужчина, по описанию Энни — тот, кто её похитил. Фил нападает на него и в драке убивает. После этого появляются женщина с девочкой. Эта женщина — Энни, но она не признаёт Фила. Она заявляет прибывшей полиции, что незнакомец вломился к ним в дом. Фил в шоке, но когда он успокаивается на заднем сидении полицейской машины, он снова слышит голос Энни. Она объясняет, что использовала его как «запасной выход», намеренно спровоцировав на убийство мужа, от которого давно мечтала избавиться. Теперь они с дочерью свободны. В ролях: Джимми Симпсон, Кристин Леман, Майк Допуд, Гиллиан Джейкобс |            |                                                     |                               |                              |               |
| 256 | 2          | «Простой» «Downtime»                                | Джастин Диллард               | Джордан Пил                  | 25 июня 2020  |
| У Мишель Уивер прекрасный дом, любящий муж, её сегодня повысили до должности старшего менеджера лучшего отеля города. Внезапно все жители города, кроме неё, впадают в необъяснимый транс. Затем в доме Мишель появляются два юноши, представившиеся «группой технической поддержки». Они и объясняют Мишель, что весь мир вокруг неё — компьютерная симуляция реальности, а все окружающие — виртуальные персонажи, которых играют пользователи популярного сетевого сервиса, пока спят в реальной жизни. Но с Мишель произошёл сбой: Финеас Лоуэлл, персонажем которого она является, сегодня перенёс инфаркт миокарда и находится в коме, так и не отключившись от игры (именно поэтому она не помнит о его существовании). И теперь техники должны «отключить» Финеаса от игры, но так, чтобы не навредить ему. Мишель в шоке, ведь после отключения её личность исчезнет! В симулятор входит жена Финеаса, они беседуют, и Мишель понимает, что воспринимает эту женщину как близкую, хотя не помнит, чтобы виделась с ней. Она почти даёт уговорить себя на отключение, но потом всё-таки отказывается и бежит. Спасаясь от группы техников, она добирается до крыши своего отеля. Но там к ней обращается менеджер по кризисным ситуациям. Он сообщает, что Мишель может не беспокоиться: Финеас умер, и теперь её отключение не имеет смысла — ей некуда возвращаться. Всё, что от неё требуется — это подписать бумагу, освобождающую компанию — владельца симулятора от ответственности. Остаётся лишь один вопрос: что делать дальше и как жить, зная, что мир вокруг и ты сам — нереален? В ролях: Морена Баккарин, Колман Доминго, Серинда Суон, Тони Хейл         |            |                                                     |                               |                              |               |
| 257 | 3          | «Кто из вас» «The Who of You»                       | Питер Атенсио                 | Уин Розенфельд               | 25 июня 2020  |
| Гарри — неудачливый актёр. Его не утверждают на роли, денег не хватает, а его девушка, похоже, изменяет ему и собирается порвать с ним. Гарри идет на отчаянный шаг — ограбление банка. У него ничего не получилось бы, если бы в момент ограбления не открылся странный талант: посмотрев в глаза человеку, Гарри может перемещаться в его тело. При этом сознание того, в кого он вошёл, занимает тело Гарри. Если Гарри переходит из одного занятого тела в другое, то захваченный человек освобождается и оказывается в своём теле, а в теле Гарри всегда находится тот, в ком он в данный момент. Пытаясь скрыться от полиции и сохранить взятые в банке деньги Гарри за день меняет множество тел. В итоге полицейский инспектор Питер Рейс настигает Гарри, но тот успевает захватить тело Рейса, а инспектора в теле Гарри убивают ворвавшиеся полицейские. Гарри в теле Рейса идёт домой, где ждёт его девушка, и встретившись с ней, понимает, что всё это время именно Рейс был тем, с кем она ему изменяла. В последней сцене Гарри в теле Рейса успешно проходит кастинг на роль полицейского. Серия завершается словами: «Теперь он будет всегда играть в бесконечном сериале». В ролях: Дэниэл Санжата, Итан Эмбри, Мел Родригес, Билли Портер |            |                                                     |                               |                              |               |
| 258 | 4          | «Овации» «Ovation»                                  | Ана Лили Амирпур              | Эмили Чанг и Сара Амини      | 25 июня 2020  |
| Жасмин мечтает о большой сцене, славе и овациях, но пока поёт на улице под аккомпанемент собственной гитары и мирится с тем, что в неё не верят даже самые близкие — отец и старшая сестра. Всё меняется после того как популярная певица Фиджи за минуту до своей смерти под колёсами автобуса дарит Жасмин странную древнюю монету. На следующий день спетая Жасмин на улице песня вызывает бурные аплодисменты прохожих. И далее всё, что бы Жасмин не пела, завершается бурной овацией. Жасмин приглашают на популярное шоу талантов — она становится победительницей. Её популярность растёт, деньги текут рекой, но однажды она понимает, что ей аплодируют независимо от того, хорошо ли она поёт. Она всерьёз задумывается: это признание таланта или магия подаренного Фиджи талисмана, заставляющего толпу обожать своего обладателя? Убедившись, что неуёмная популярность может привести к беде, Жасмин просит сестру, с которой поделилась тайной, выбросить талисман в море, а сама уезжает в далёкий лесной домик, чтобы спрятаться ото всех. Сначала фанаты гадают, куда делась Жасмин, но потом верхнюю строчку в иерархии кумиров занимает новая певица. Жасмин это бесит и в конце концов она не выдерживает: возвращается в город, является на очередное выступление новой суперзвезды и бьёт её ножом в спину. Только после этого она впервые видит лицо соперницы: это её сестра, а в ладони у неё монета-талисман. В ролях: Джерни Смоллетт-Белл, Тоуни Ньюсом, Скай Феррейра, Дэн Мартин, Пол Ф. Томпкинс, Томас Леннон |            |                                                     |                               |                              |               |
| 259 | 5          | «Среди неисхоженных» «Among the Untrodden»          | Таяриша По                    | Хезер Энн Кэмпбелл           | 25 июня 2020  |
| Ученица частной школы для девочек Мэдисон красива, популярна, всегда окружена стайкой подруг. Но когда новенькая в классе — Ирен, которая совершенно не вписывается в круг подруг Мэдисон, заявляет, что Мэдисон — обладатель паранормальных способностей, и предлагает помощь в их раскрытии, между девушками начинается дружба. Исследования Ирен обнаруживают у Мэдисон способность к ясновидению, телепатии и к созданию «из ничего» предметов. Правда, предметы получаются недолговечными и через какое-то время рассыпаются кучкой песка. Прежние подруги Мэдисон начинают ревновать и решают опозорить Ирен: они зовут её на вечеринку, напаивают спиртным и снимают её на видео. Но когда они показывают запись на выставке школьных проектов, то сразу же происходит невообразимое: все трое обидчиц Ирен падают мёртвыми, а экраны мониторов, на которых показывалась запись, разбиваются. Между Ирен и Мэдисон происходит объяснение. Мэдисон обвиняет Ирен в том, что все странные события происходили благодаря способностям самой Ирен, и та манипулировала Мэдисон, чтобы поднять свою популярность. Ирен говорит, что всё не так: все «чудеса» создала Мэдисон, инстинктивно пытаясь защитить подругу. Мэдисон признаётся, что очень хотела иметь настоящих друзей, какой стала для неё Ирен… и тут Ирен рассыпается. Становится понятно, что одинокая «звезда» бессознательно создала себе того, в ком испытывала потребность. В ролях: Софиа Мэйси и Эбби Херн |            |                                                     |                               |                              |               |
| 260 | 6          | «8» «8»                                             | Джастин Бенсон и Аарон Мурхед | Глен Морган                  | 25 июня 2020  |
| На полярной станции официально ведутся исследования изменений популяции морских животных, происходящих при сокращении площади шельфовых ледников антарктического континента. На самом деле изучаются головоногие с уникальными приспособительным возможностями, чтобы впоследствии привить человеку наиболее полезные их гены, существенно увеличив тем самым возможности человека как вида. Однажды пойманный осьминог сбегает из ёмкости, куда он был помещён, захватив мобильный телефон. Осьминог прячется на станции и через телефон взаимодействует с компьютерной сетью, извлекая информацию. Наблюдающие это учёные быстро убеждаются, что имеют дело с высокоразвитым разумным существом, которое за считанные часы разобралось с человеческой техникой. Получив всё, что хотел, «гость» уходит со станции в океан. Изучая то, чем он занимался, учёные понимают: он сделал то же самое, что собирались сделать они — выделил в человеческом генотипе часть, необходимую для жизни на суше. Теперь он передаст эти гены своим собратьям в океане, и разумные подводные жители, гораздо более интеллектуальные, чем люди, смогут выйти на сушу. Человечество обречено на вымирание. В ролях: Джоэл Макхейл, Надиа Хилкер, Мишель Энг, Тим Армстронг, Брэндон Джей МакЛарен |            |                                                     |                               |                              |               |
| 261 | 7          | «Человеческое лицо» «A Human Face»                  | Кристина Чоу                  | Алекс Рубенс                 | 25 июня 2020  |
| Роберт и Барбара тяжело переносят недавнее самоубийство их дочери Мэгс. После необычной солнечной вспышки в подвале их дома появляется странное существо. Оно трансформируется и приобретает форму Мэгс, начинает разговаривать с «родителями», называя их «мамой» и «папой», а потом — вести себя совершенно по-человечески. Из каких-то источников оно извлекло всю память и личность Мэгс и действительно отождествляет себя с нею. Если Роберт изначально относится к гостю как к чужеродному и опасному, а трансформации его воспринимает как попытку обмануть, то Барбара реагирует эмоционально, она готова игнорировать реальность и воспринимать гостя как действительно вернувшуюся с того света дочь. Сначала они пытаются бежать, потом начинают с ней общаться. Мэгс обращается к ним и заявляет, что оба они никогда её не понимали и пытались добиться от неё соответствия своим представлениям о «правильном» ребёнке вместо того, чтобы принять такую, какой она была. Наконец, Мэгс полностью адаптируется и объясняет, что она — элемент инопланетного вторжения. Её задача — найти наиболее действенный метод «принуждения туземцев к миру». Но после того, как она осознала себя человеком и почувствовала любовь, она сочла завоевание неприемлемым и отказалась от него. И теперь она просто хочет остаться с Робертом и Барбарой. В ролях: Дженна Эльфман, Кристофер Мелони, Тави Гевинсон |            |                                                     |                               |                              |               |
| 262 | 8          | «Маленький город» «A Small Town»                    | Алонсо Альварес               | Стивен Барнс и Тананарив Дью | 25 июня 2020  |
| За год, прошедший со смерти мэра Трины Грант, городок Литтлтон приходит в упадок. Не последнюю роль в этом играет тщеславный новый мэр. Вдовец Трины, Джейсон, находит удивительно точный макет Литтлтона, к тому же снабжённый странным механизмом. Между городом и макетом существует связь: любые изменения в макете влекут за собой изменения в самом городе. Джейсону предоставляется возможность изменить Литтлтон к лучшему. Сможет ли он стать счастливее, будучи «рукой господа», тем более, что все лавры достаются другому? В ролях: Дэймон Уэйанс-младший, Дэвид Крамхолц, Натали Мартинес, Пола Ньюсом, Киган Коннор Трейси, Эндрю Альварез |            |                                                     |                               |                              |               |
| 263 | 9          | «Попробуй, попробуй» «Try, Try»                     | Дженнифер МакГоун             | Алекс Рубенс                 | 25 июня 2020  |
| Клодия Кинг идёт в музей, чтобы собрать материал для диссертации. По дороге в её жизни появляется Марк, и, похоже, он тот самый! Он спасает её из под колёс фургона, сыплет умными остротами, их интересы и увлечения полностью совпадают. Неужели судьба свела две идеальные половинки? В какой-то момент Марк открывается: оказывается, он уже много лет переживает этот день многократно. За время, проведённое во временной петле, он успел узнать о Клодии всё. Он множество раз провёл этот день с ней, но так и не смог добиться того, чего хотел — её любви и близости, хотя он, казалось бы, всегда точно знает, что нужно говорить и как поступить. Сейчас же с Марка спадает его лоск и привлекательность. Рассуждая о том, как много труда он вложил в достижение своей цели, он показывает, что вообще не думает о Клодии как о человеке, который может иметь своё мнение; Марк воспринимает её только как объект манипуляции для достиженияя цели. Более того, он, похоже, потерял все моральные ориентиры, ведь что бы он ни сделал сегодня — завтра для него снова наступит тот же день, и никто не вспомнит произошедшего. В итоге Марк нападает на Клодию, та отбивается, Марка задерживает охрана музея. Далее снова начинается тот же день. Марк стоит на улице и смотрит, как Клодия подходит к тому месту, где он в прошлый раз не дал ей попасть под автофургон. Он ничего не предпринимает, но девушка в последний момент замечает автомобиль и отшатывается от дороги. В ролях: Тофер Грейс, Кайли Банбери |            |                                                     |                               |                              |               |
| 264 | 10         | «Вам также может понравиться» «You Might Also Like» | Осгуд Перкинс                 | Осгуд Перкинс                | 25 июня 2020  |
| По телевидению постоянно идёт навязчивая реклама «Семейного яйца»: всем оно необходимо, ведь в рекламе говорится, что оно «решит все ваши проблемы, и не на время, а навсегда!». Миссис Дженет Уоррен собирается за своим, предварительно заказанным «семейным яйцом» 10 марта 2021 года к 16:00, но её, в отличие от всех окружающих, одолевают сомнения. Она не понимает, как и почему все верят, что «яйцо» решит их проблемы, если никто даже не видел его? Другой вопрос, который её мучает — странные провалы в памяти, после которых она всякий раз просыпается, полностью одетая на кровати в своей спальне. Установив телекамеру, она определяет, что в моменты «провалов» её куда-то транспортируют по воздуху. Разбираясь с этой загадкой, она неожиданно узнаёт страшную правду: инопланетная цивилизация использует земную рекламу и торговлю для захвата нашей планеты. Каждое «Семейное яйцо» — это личинка инопланетянина, специально сделанная для захвата Земли: когда её приносят в дом, она вылезает из яйца и убивает хозяина. Обдумав всё, Джанет всё равно отправляется к 16:00 за своим «яйцом» и чем ближе она к цели, тем сильнее на её лице отражается радость и предвкушение чего-то очень хорошего. Серия заканчивается словами: «Покупатели должны помнить: покупки не подлежат возврату». В ролях: Гретчен Мол, Грета Ли, Гил Беллоуз, Коллин Кэмп, Донна Диксон, Джордж Такэй |            |                                                     |                               |                              |               |

## Выпуск
30 января 2019 года, во время ежегодного зимнего пресс-тура Ассоциации телевизионных критиков, было объявлено, что премьера сериала состоится 1 апреля 2019 года.

### Маркетинг
3 февраля 2019 года, во время трансляции Супербоула LIII, был показан тизер сериала. Реклама была показана так, как будто она прерывала трансляцию матча, и там был изображён ведущий Джордан Пил, стоящий на пустом стадионе Мерседес-Бенц Стэдиум. Ещё один трейлер был выпущен 21 февраля этого года.